# John Gordon, 1. Viscount Melgum
John Gordon, 1. Viscount (of) Melgum († 9. Oktober 1630 in Frendraught Castle, Aberdeenshire) war schottischer Adliger und Politiker.

## Leben
Er entstammte dem Clan Gordon und war der fünfte Sohn des George Gordon, 1. Marquess of Huntly (um 1563–1636), aus dessen Ehe mit Lady Henrietta Stuart (1573–1642), Tochter des Esmé Stuart, 1. Duke of Lennox. Als Sohn eines Marquess führte er ab Geburt das Höflichkeitsprädikat Lord.
Am 20. Oktober 1627 verlieh ihm König Karl I. die erblichen schottischen Adelstitel Viscount of Melgum und Lord Aboyne.
1626 heiratete er Lady Sophia Hay († 1642), eine Tochter des Francis Hay, 9. Earl of Erroll. Mit ihr hatte er zwei Söhne und eine Tochter:
- Hon. John Gordon, Master of Melgum (um 1627–vor 1630);
- Hon. Nathaniel Gordon (um 1628–vor 1630);
- Hon. Henrietta Gordon (um 1627–nach 1642).

Beim Versuch eine Fehde zwischen seiner Familie und Sir James Crichton, Laird of Frendraught (der als Schwiegersohn des John Gordon, 13. Earl of Sutherland, gewisse Fischereirechte der Gordons beanspruchte), zu schlichten, übernachtete er am 9. Oktober 1630 als Eskorte für seinen Vater auf Crichtons Wohnsitz Frendraught Castle, wo es zu einem Brand kam, in dessen Verlauf er ums Leben kam. Chrichton und seine Gattin wurde daraufhin verdächtigt, den Brand in ihrer Turmburg selbst gelegt zu haben. Da Gordons beide Söhne bereits jung gestorben waren, erloschen seine Adelstitel mit seinem Tod.